# SVT24
SVT24 je noční televizní kanál švédské televize (Sveriges Television). Zaměřuje se mimo jiné na zpravodajství, sport, ale především na reprízy denního obsahu ostatních stanic SVT.

## Historie
Stanice byla spuštěna jako čistě zpravodajská 15. března 1999 ve 13:15 jako samostatný kanál. Inspirovala se ze stanic BBC News 24 a současně americké CNN, která v 70. letech spustila jako první na světě 24hodinové zpravodajské vysílání. Kanál vysílal zpravodajskou smyčku, tedy kontinuální zpravodajství každou hodinu složené ze krátké zpravodajské relace, dlouhého bloku reportáží a poté shrnutí zpráv, dvakrát za hodinu se vysílal i pořad A-ekonomi a několikrát i předpověď počasí. Během dalších let začala stanice v různou denní dobu vysílat obsah simultánně i na SVT1, i na SVT2, vlastní obsah stanice se postupně ale začal omezovat. V nočních hodinách stanice začala vyplňovat veškerý prostor na ostatních stanicích.
24. února 2003 byla stanice přejmenována jen na 24 a program se rozšířil i o další obsah jako například sport. Ačkoliv oficiální název skutečně byl jen 24, v praxi se stanice buď nazývala původním celým názvem SVT24 nebo hovorově 24:an (doslova „dvacet-čtyřka“). Zpravodajské pásmo na stanici se začalo nazývat Studio 24. V noci začala stanice vysílat reprízy denního obsahu ostatních stanic. Stanice začala vysílat i obsah převzatý z BBC. Příležitostné simultánní vysílání na ostatních stanicích během dne bylo zachováno. 26. září 2005 však bylo zastaveno simultánní vysílání hlavních zpravodajských relací (Aktuellt a Rapport) a místo nich stanice 24 nasadila reprízy smíšeného obsahu z ostatních stanic. 22. prosince 2006 se Studio 24 vysílalo naposledy. V roce 2007 byl formát zpravodajské stanice opuštěn zcela s odůvodněním, že byl „předběhnut vývojem“ (tím bylo rozuměno čerpání aktuálního zpravodajství lidmi rovnou ze zpravodajských serverů na internetu, nikoliv „nucené čekání u obrazovky“), stanice se tak měla stát čistě reprízovou a zpravodajství mělo být jen částí obsahu. 25. srpna 2008 se stanice zase přejmenovala zpět na SVT24, téhož roku se objevily plány na to, že jedinými plnohodnotnými stanicemi zůstanou jen SVT1, SVT2 a Barnkanalen.
18. ledna 2010 stanice na dobro opustila vlastní kanál, který převzala stanice Kunskapskanalen, která tímto začala vysílat celodenně. SVT24 se stala pouze noční stanicí na kanálu, na kterém se přes den začala střídat s Barnkanalenem (jedná se o stejný formát, jako mají stanice ČT :D a ČT art v České republice). Dosud se v případě SVT24 jedná o reprízovou, nikoliv zpravodajskou, stanici.

## Loga

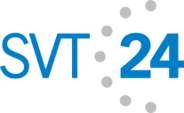
Logo z let 1999 až 2001.
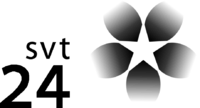
Logo z let 2001 až 2003.
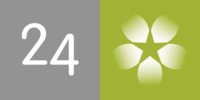
Logo z let 2003 až 2007.
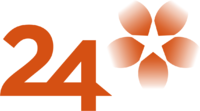
Logo z let 2007 až 2008.
Logo z let 2008 až 2012
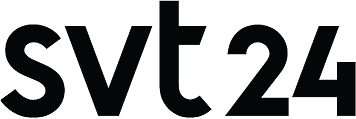
Současné logo z roku 2016